# Podmokly (Děčín)
Podmokly (Duits, oorspronkelijk: Bodenbach (an der Elbe) - thans: Tetschen-Bodenbach) is een stadsdeel van de Tsjechische stad Děčín, gelegen in de regio Ústí nad Labem. Tot 1942 was het een zelfstandige stad.
Podmokly telt 5376 inwoners (2021).

## Geografie
Podmokly ligt op de linkeroever van de rivier de Elbe; het oudste deel van Děčín ligt op de rechteroever. De Jílovskýbeek (Duits: Euler Bach) stroomt door Podmokly.

## Geschiedenis
De eerste schriftelijke vermelding van het toenmalige dorp dateert van 1407. Tot de aanleg van de Noordelijke Staatsspoorweg tussen Praag en Dresden was Podmokly klein van omvang. Door goedkope arbeidskrachten en de strategische ligging aan de Elbe, en later ook de spoorlijn, groeide het dorp in de eerste helft van de negentiende eeuw uit tot een belangrijke industriële handelsplaats. De eerste bedrijven vestigden zich tussen 1826 en 1829; na de opening van de spoorlijn in 1853 nam het aantal gestaag toe.
Een van de belangrijkste bedrijven was Majolikafabrik Schiller & Gerbing, die keramiek en steengoed produceerde. De fabriek werd in 1829 opgericht door Wilhelm Schiller en Friedrich (Fritz) Gerbing, en produceerde gebruiks- en decoratieve voorwerpen, naar voorbeeld van die van het Engelse Wedgwood. Een andere belangrijke werkgever was Jordan & Timaeus, een uit Dresden afkomstige fabriek die cacao, chocolade en koffiesurrogaten produceerde. Twee voormalige fabriekspanden zijn bewaard gebleven en na een grootschalige renovatie in gebruik genomen als winkelcentrum Jordanka.

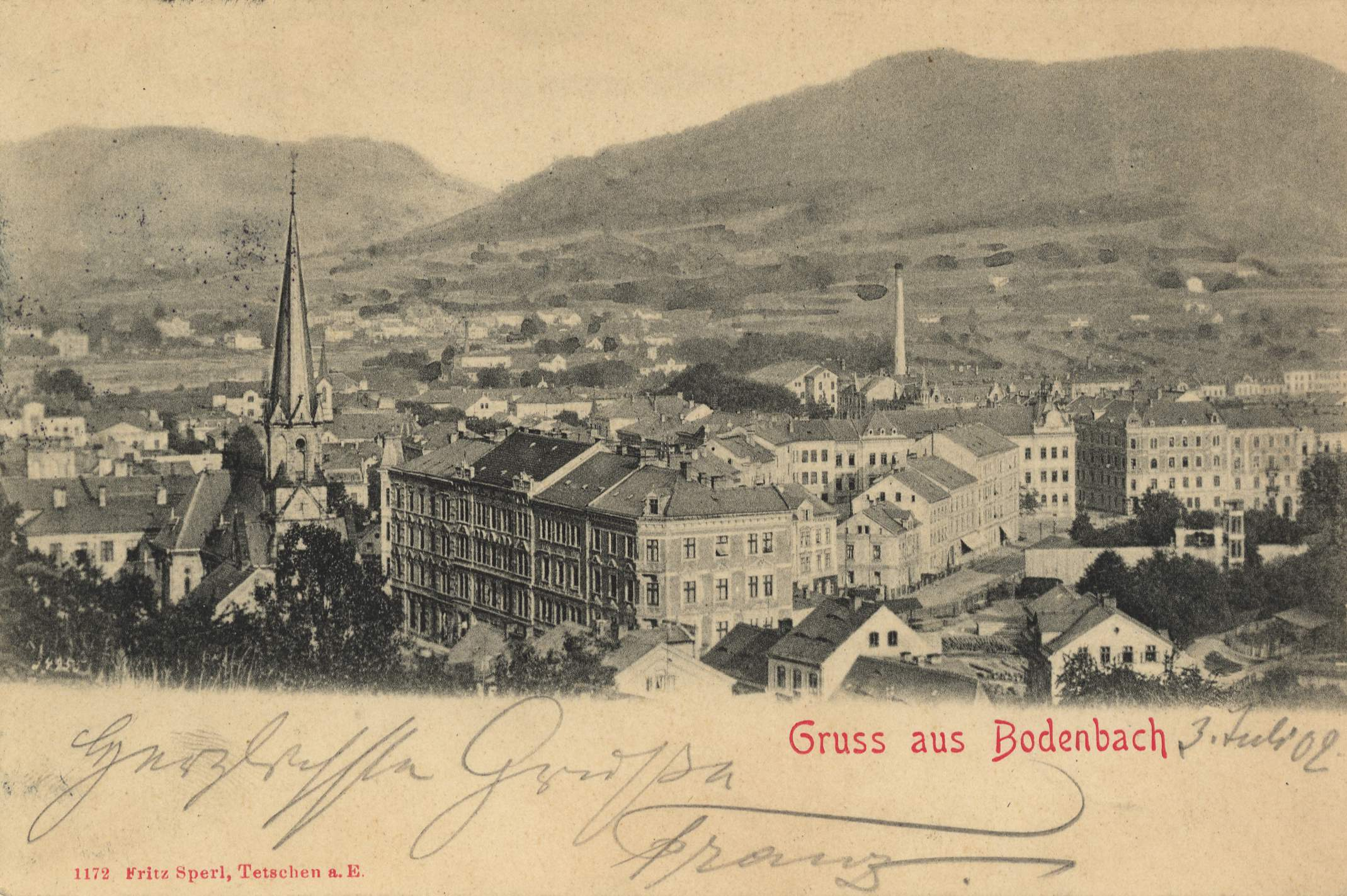
Uitzicht over de stad (1902)

Gedurende de jaren 1850 had Podmokly een hoger inwoneraantal dan de naburige historische stad Děčín. In 1901 werden daarom stadsrechten toegekend. Sinds 1942 is Podmokly onderdeel van Děčín.

## Demografie
Van oudsher was de meerderheid van de inwoners in Podmokly van Duitse afkomst. Door de komst van de spoorlijn en industrie, ontstond geleidelijk aan ook een relatief grote Tsjechische minderheid. Een deel van de Duitstalige bevolking vluchtte tijdens de nasleep van de Tweede Wereldoorlog.
| Jaar            | 1869 | 1880 | 1890 | 1900 | 1910  | 1921  | 1930  | 1950  | 1961 | 1970 | 1980 | 1991 | 2001 | 2011 |
| --------------- | ---- | ---- | ---- | ---- | ----- | ----- | ----- | ----- | ---- | ---- | ---- | ---- | ---- | ---- |
| Aantal inwoners | 3325 | 5480 | 6922 | 9989 | 12610 | 14387 | 17206 | 14004 | 7961 | 7904 | 6738 | 5986 | 5669 | 5159 |
| Aantal huizen   | 260  | 368  | 433  | 595  | 765   | 871   | 1162  | 1331  | -    | 523  | 495  | 515  | 512  | 567  |

## Verkeer en vervoer

### Autowegen

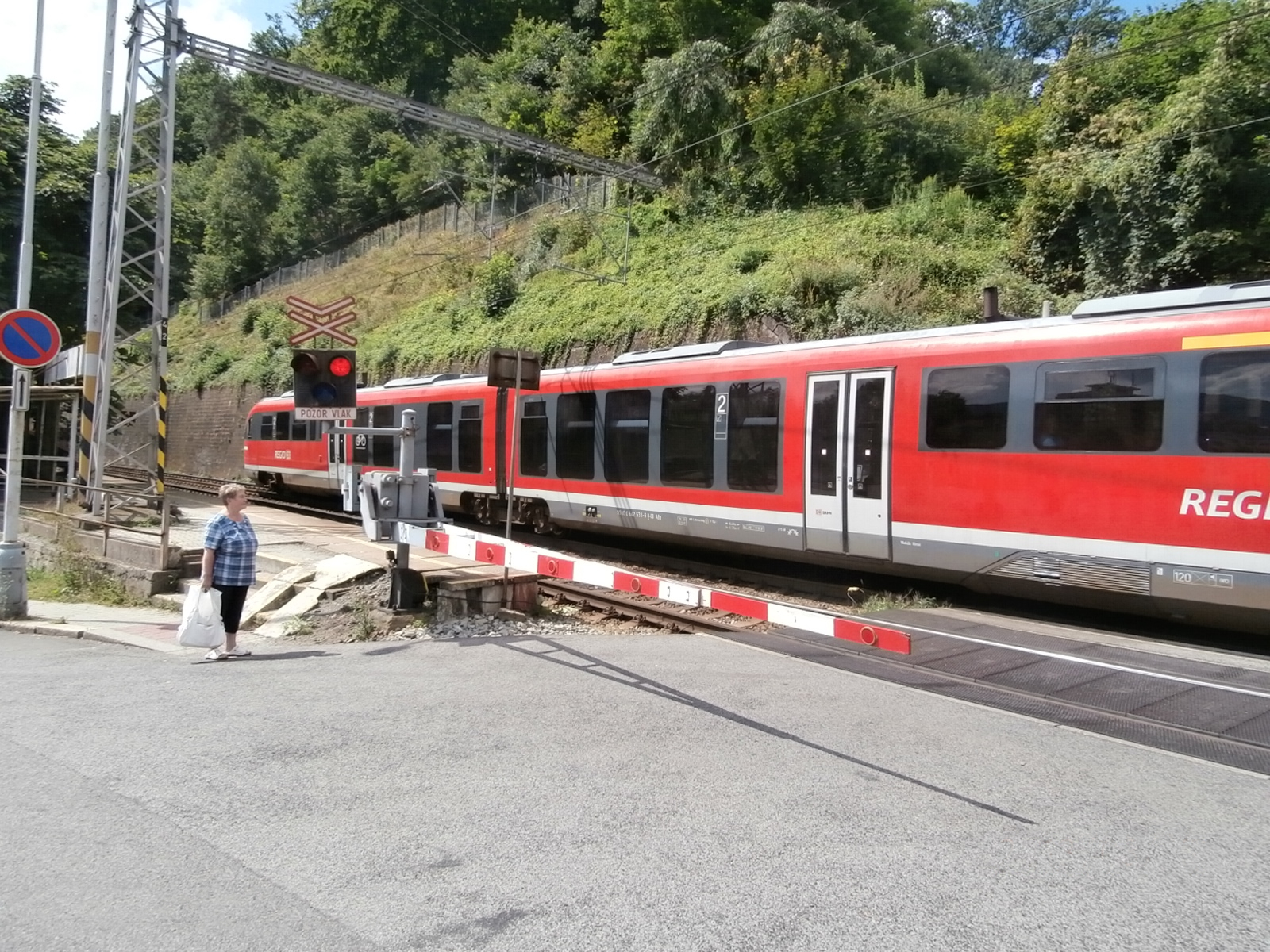
Regionale trein nabij Podmokly (2013)

Er leiden regionale weg naar het dorp, evenals rijksweg I/13 en I/62.

### Spoorlijnen
Station Podmokly ligt aan de spoorlijn Praag-Dresden. Op de grens van Podmokly en Letná is een tweede station (eigenlijk halte) te vinden: Děčín zastávka. Die halte ligt aan de regionale spoorlijn Děčín-Telnice. Van 2007 tot april 2022 was er geen personenvervoer op de lijn.

## Bezienswaardigheden
Het stadsdeel wordt gekenmerkt door grote woningen in Jugendstil-stijl, die rond het einde van de negentiende en begin van de twintigste eeuw werden gebouwd. Verder staat in Podmokly het stadstheater van Děčín. Ook zijn er veel winkels en een dierentuin te vinden.

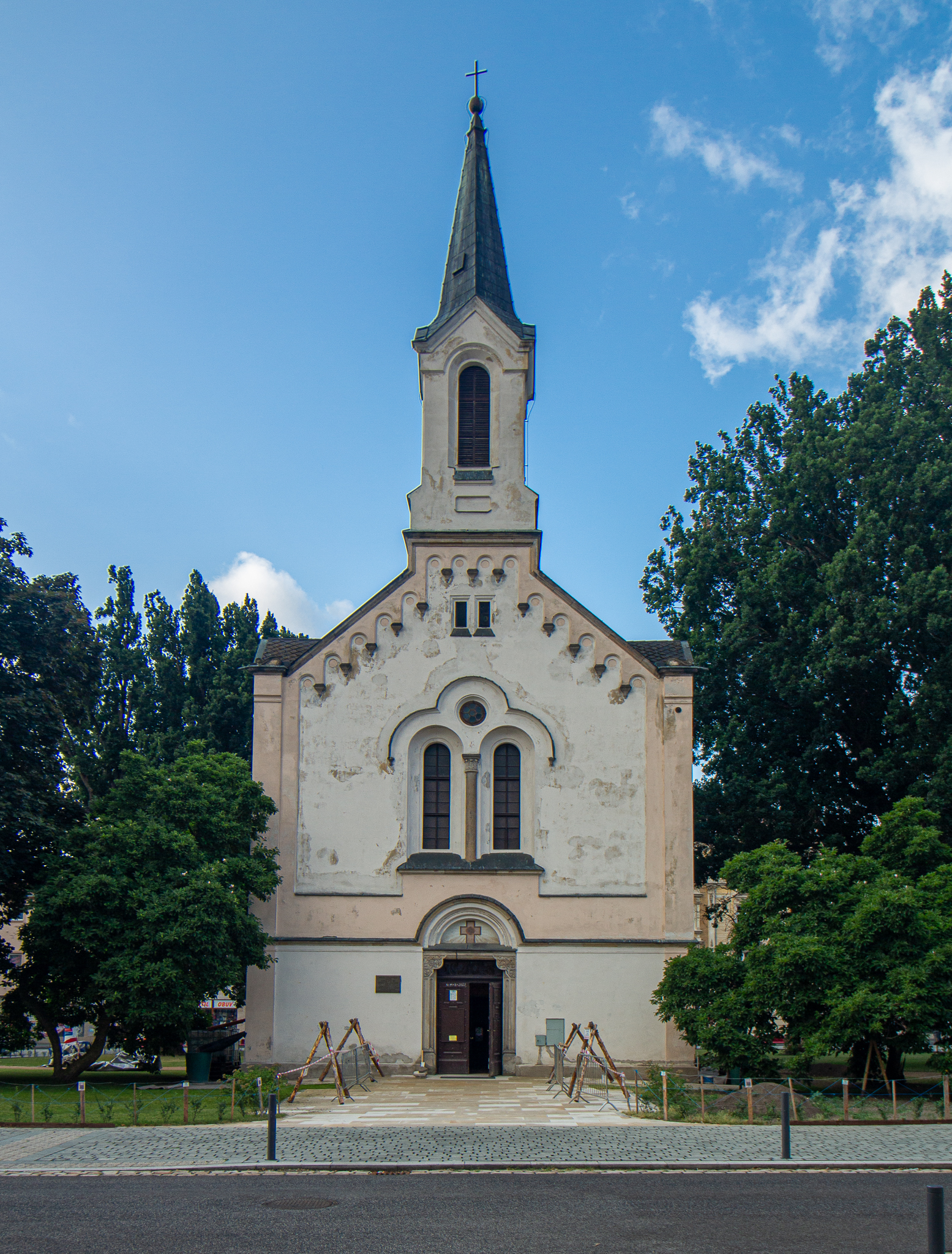
Sint-Franciscus van Assisikerk (2023)

### Sint-Franciscus van Assisikerk
De Sint-Franciscus van Assisikerk in een neoromaans eenbeukig gebouw met toren uit 1856–1858, naar ontwerp van architect J. Perthen. De altaarstukken werden vervaardigd door kunstschilder Josef Mauder. Het renaissance opzetstuk op het hoogaltaar, van de hand van de Saksische beeldhouwer D. Dittrich de Oudere uit Freiberg, dateert van 1605 en is overgebracht uit een oudere kapel. Een stenen doopvont uit de vijftiende eeuw is afkomstig uit de in de negentiende eeuw gesloopte kerk van Krásný Studenec.
Andere bezienswaardigheden:
- Voormalig jachtslot van de graven Thun-Hohenstein, een barok gebouw uit 1735, thans in gebruik als streekmuseum;[6]
- Evangelische kerk, een neogotisch gebouw uit 1881;
- Ovčí mostek (Schapenbrug), een brug uit 1561;
- Brouwerij Děčín in de Sofijskástraat;
- Winkelcentrum Jordanka, opgebouwd uit twee voormalige fabriekspanden van chocoladefabriek Jordan & Timaeus;
- Stationsgebouw aan de Československé mládežestraat;
- Restaurant Pastýřská stěna, een restaurant met panoramisch uitzicht uit 1905;
- Monumentale synagoge in de Žižkovastraat;
- Vesting van Podmokly, een gedeeltelijk bewaard gebleven vesting in renaissancestijl, ergens na 1576 gesticht door Hendrik de Jongere van Bünau.[7]

## Galerij

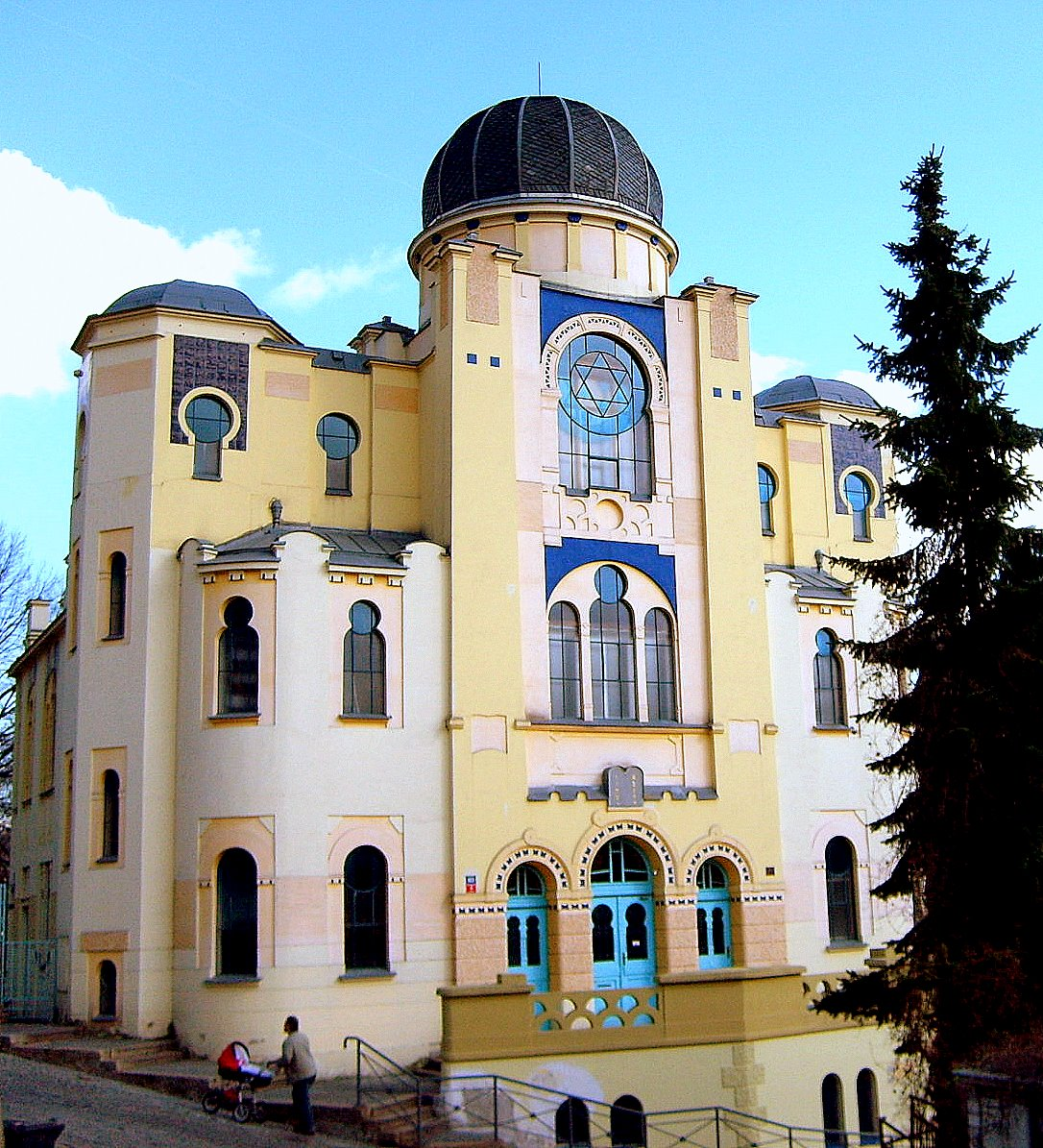
Synagoge (2007)
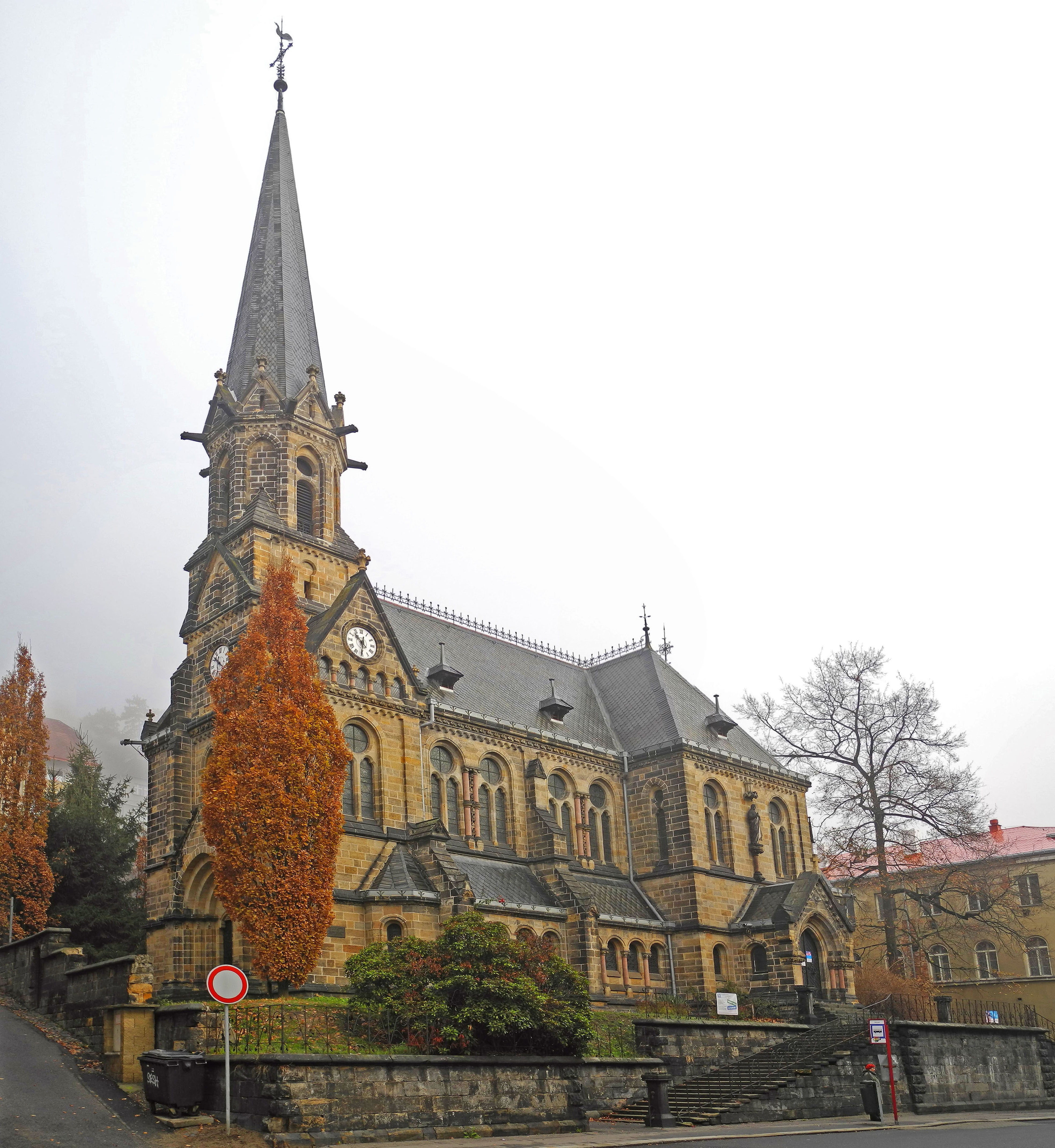
Evangelische kerk (2018)
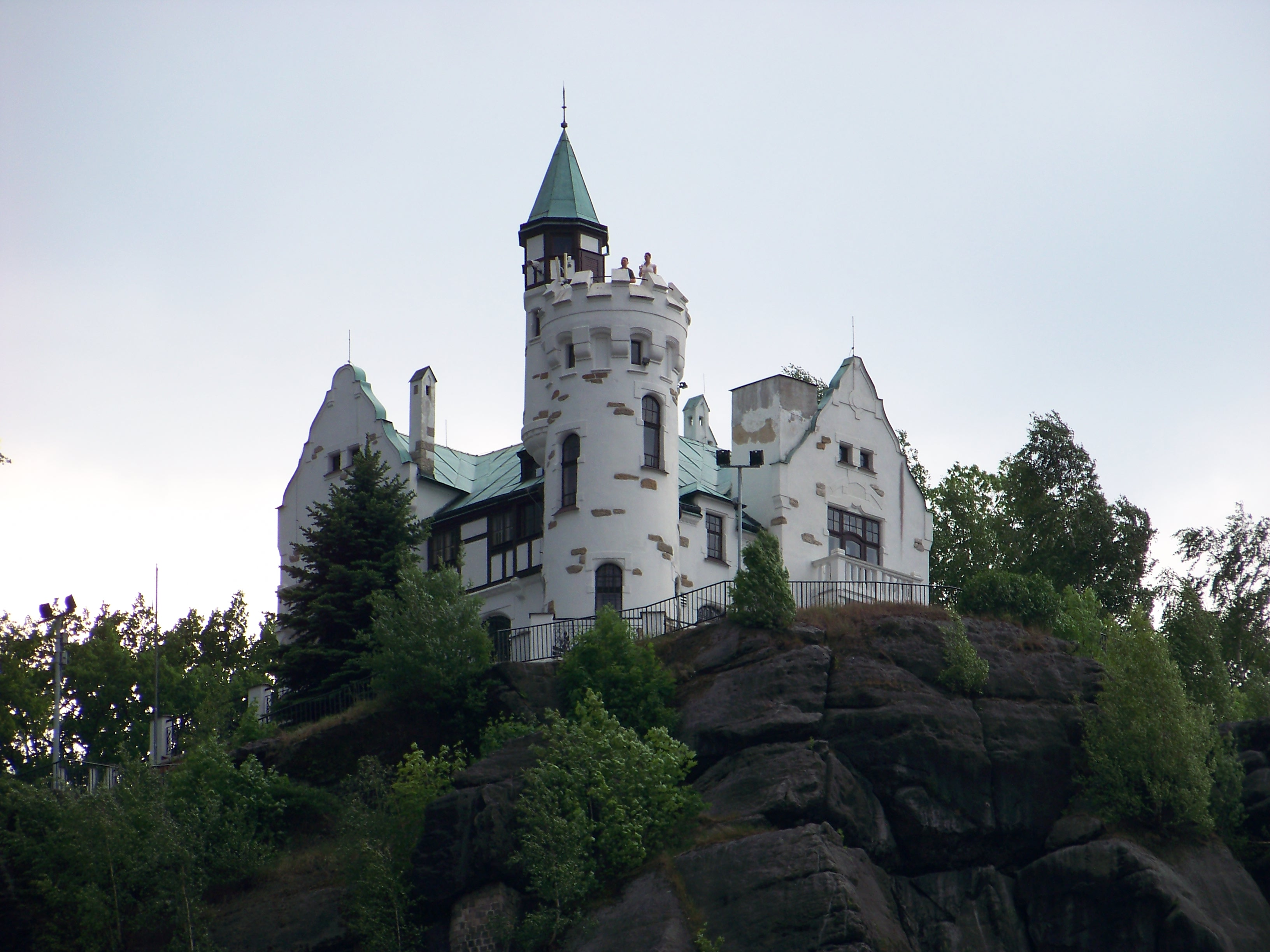
Restaurant Pastýřská stěna (2012)
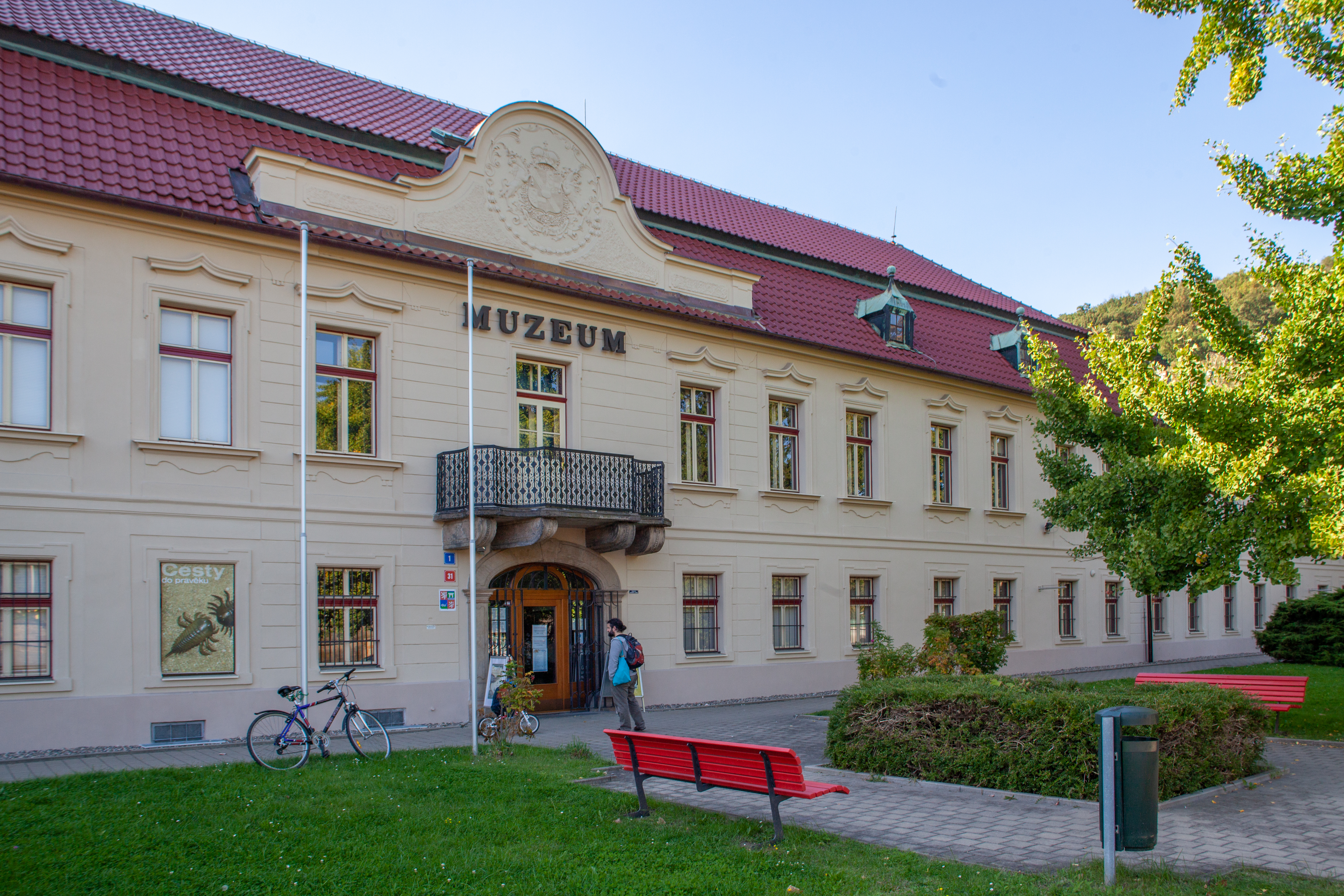
Streekmuseum (2021)
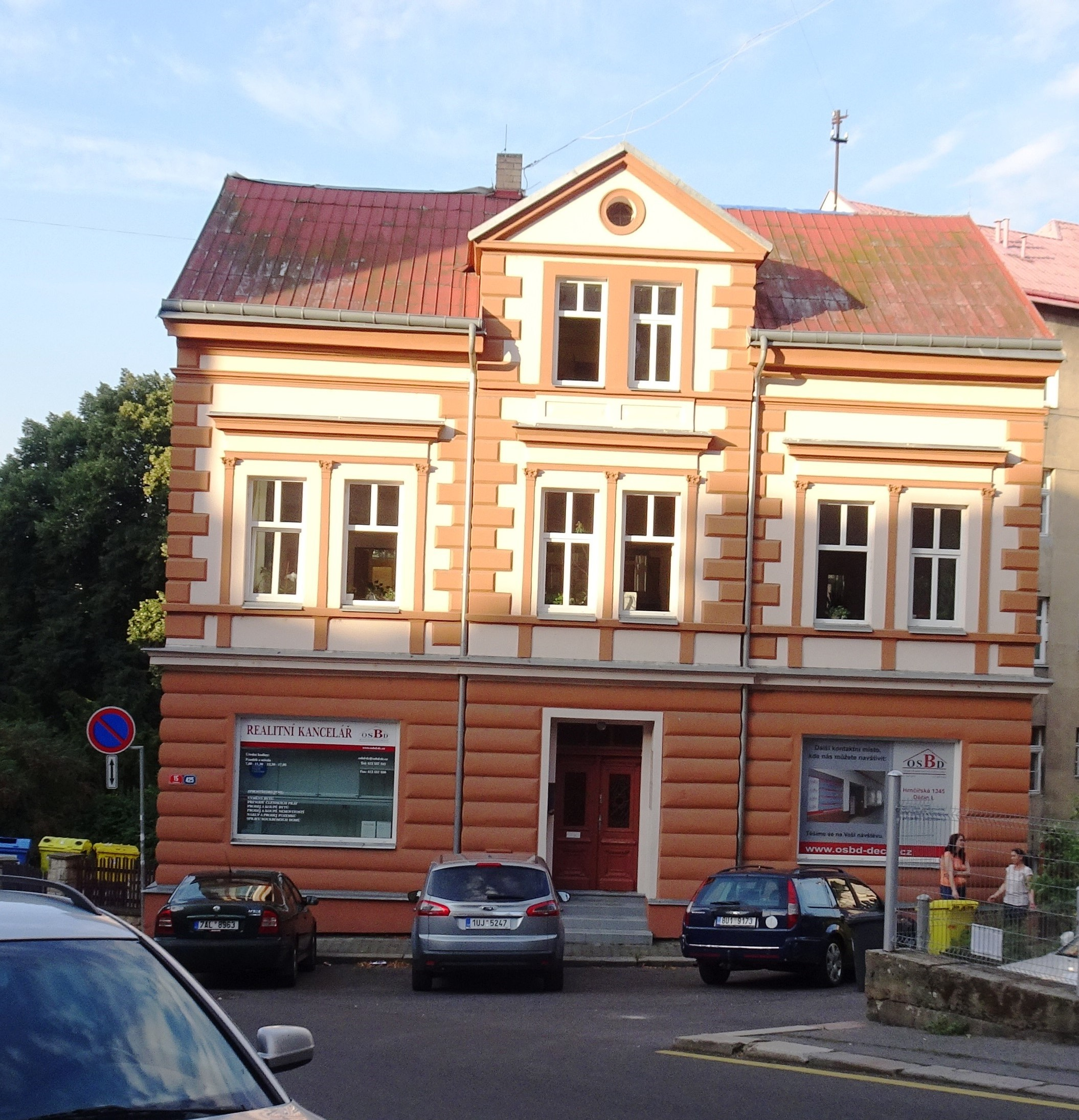
Huis aan de Jeronýmovastraat (2022)
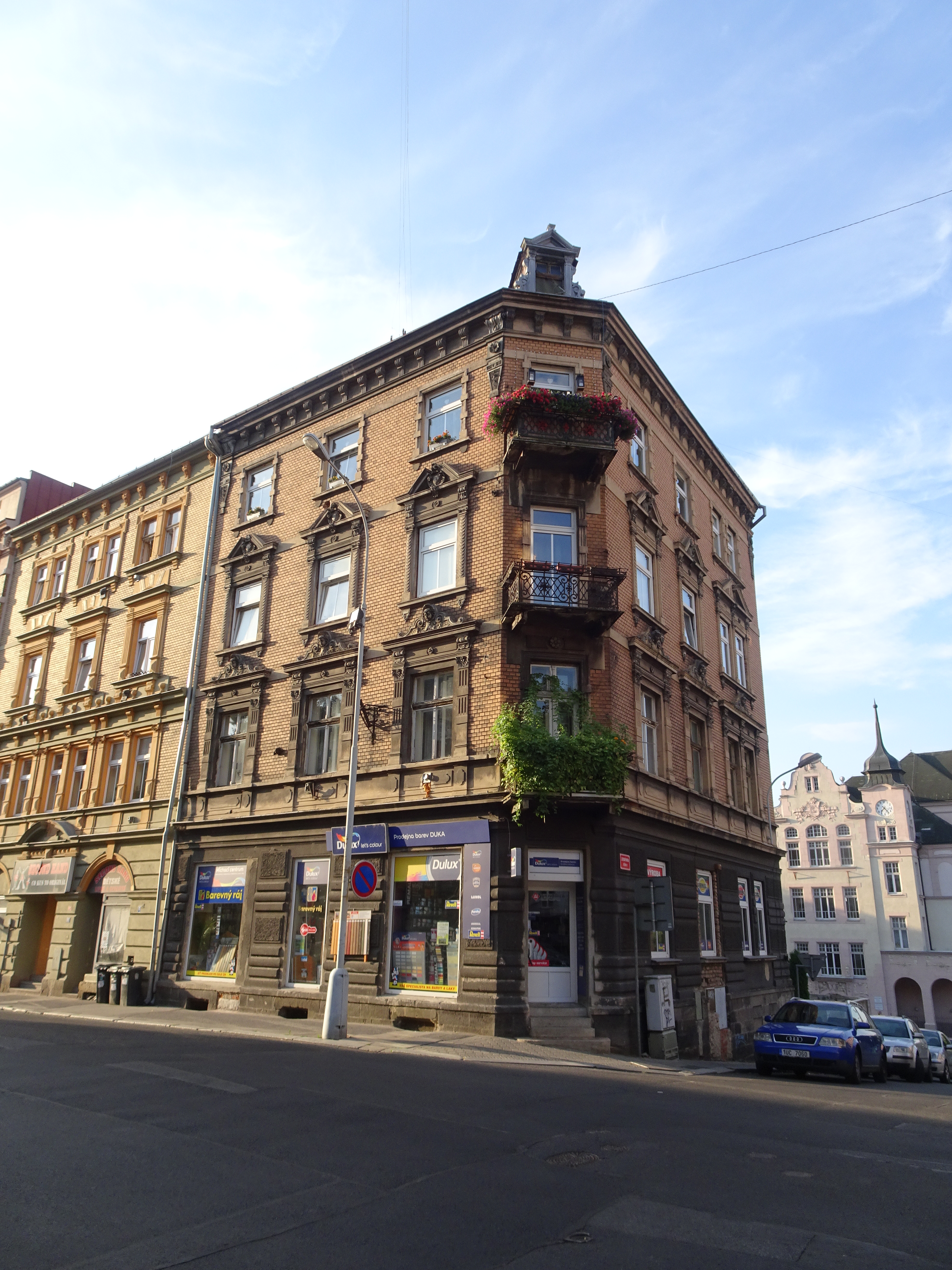
Huizenblok aan de Jeronýmovastraat (2022)
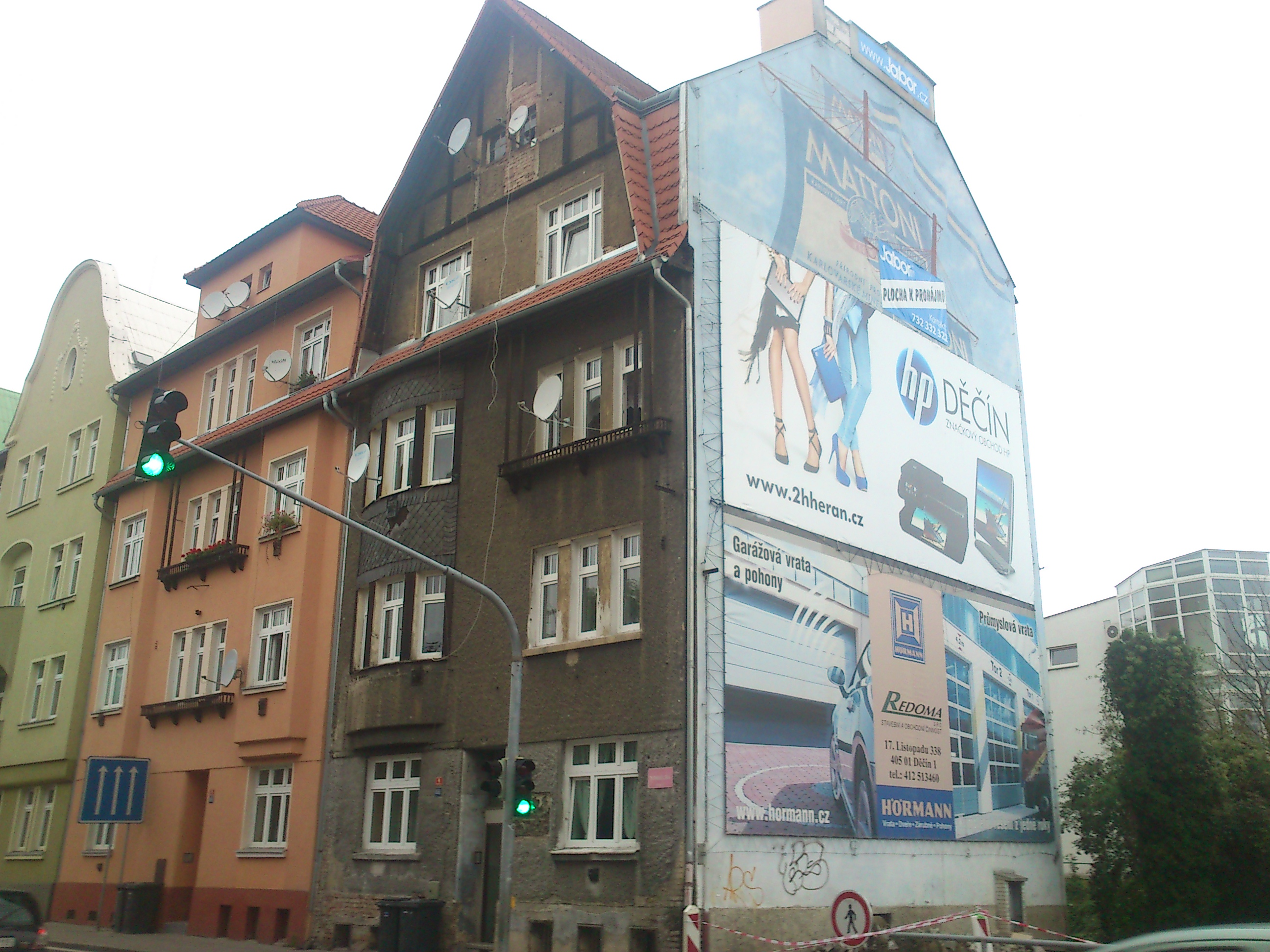
Oudere huizen aan de Podmokelskástraat (2012)